# ونرا ۱۰
ونرا ۱۰ (روسی: Венера-۱۰ به معنای ونوس ۱۰)، یا 4V-۱ شماره 661 یک مأموریت فضایی بدون سرنشین شوروی به زهره (ناهید) بود. این مأموریت شامل فرستادن یک مدارگرد و یک فرودگر بسوی آن سیاره بود. این فضاپیما در تاریخ ۱۴ ژوئن ۱۹۷۵ (۰۳:۰۰:۳۱ UTC) راه‌اندازی شد و وزن آن ۵۰۳۳ کیلوگرم بود (۱۱۰۹۶ پوند).

## مدارگرد
این مدارگرد که در ۲۳ اکتبر ۱۹۷۵ وارد مدار ناهید شد، مأموریتش این بود که به عنوان یک رلهٔ ارتباطی برای فرود و نیز برای کشف لایه‌های ابر و پارامترهای جوی در بکارگیری چندین ابزار و آزمایش مورد استفاده قرار گیرد:
- طیف‌سنجی IR 2-6 8/2 میکرومتری
- پرتوسنج (رادیومتر) اشعه ماوراء بنفش ۸–۲۸ میکرومتری
- نورسنج فرابنفش ۳۵۲ نانومتری
- ۲ فوتوپالارتریوم (۳۳۵–۸۰۰ نانومتری) (اندازه‌گیر بازتاب نور)
- طیف‌سنج ۳۰۰–۸۰۰ نانومتری
- طیف‌سنج Lyman-α H / D
- نقشه‌برداری رادار بیستاکتیو
- CM, DM occultations رادیویی DM
- مگنتومتر سه فازه
- دوربین فرابنفش UV 345-380
- دوربین ۳۵۵–۴۴۵ نانومتری
- ۶ آنالایزر الکترواستاتیک
- ۲ تله یون مدولاسیون
- کم انرژی Proton / Alpha detector
- آشکارساز الکترونی کم‌انرژی
- ۳ شمارنده نیمه‌هادی
- ۲ دستگاه تخلیه گاز
- آشکارساز شرینکف